# Río Odrón
El río Odrón es un río de Navarra (España), de la zona de la Navarra Media Occidental, afluente del río Linares tributario del río Ebro por su margen izquierda. Junto al del río Linares forma una de las cuencas hidrográficas menores (308,4 km²) de Navarra, frente a otras mayores como la del Ega (1.060 km²), la del Arga (2.550 km²) y la del Aragón (3.350 km²), que vierten por la margen izquierda sus aguas en el río Ebro.

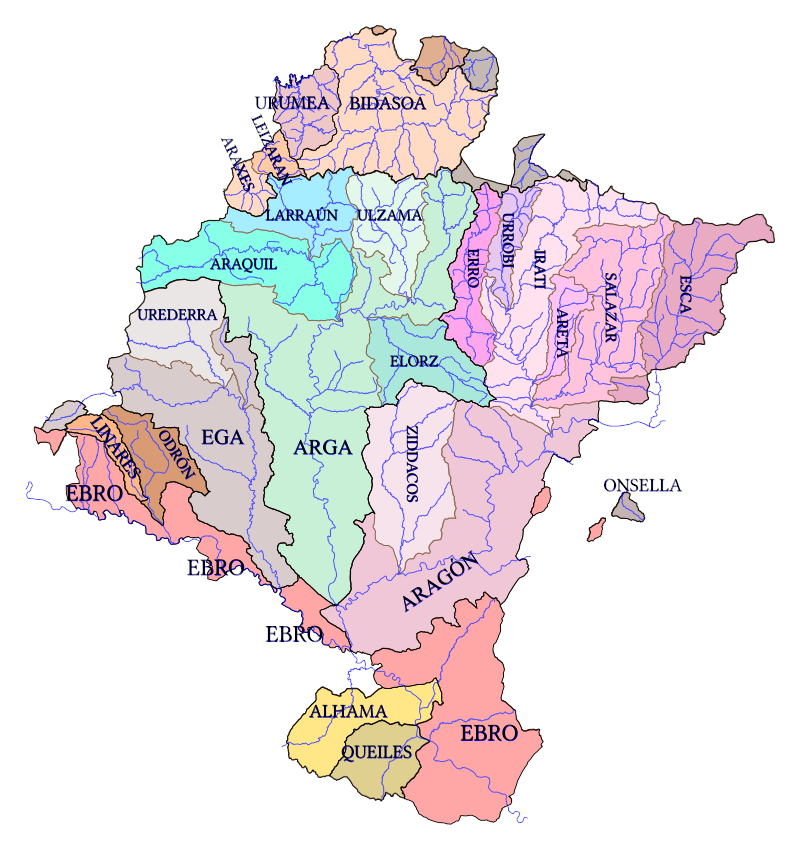
Hidrografía de Navarra - Cuencas

## Recorrido y afluentes
Nacido de las regatas de las vertiente meridional de la Sierra de Codés y de la Sierra de Cábrega, cerca del lugar de Otiñano (Torralba del Río), toma el curso fluvial dirección oeste-este para recorrer la parte occidental de La Berrueza (Mirafuentes, Mendaza, Mués), donde recibe diversos barrancos provenientes de las citadas sierras. Poco después cambia a dirección sur, atraviesa el paso del Congosto y discurre por las localidades de Mués y Los Arcos donde recibe aguas abajo al río Cardiel primero, por su margen izquierda, y después al río Melgar, proveniente de su vertiente derecha. En las proximidades de la localidad de Lazagurría, vuelca sus aguas en el río Linares.
Tiene una longitud de 31 km y abarcando una cuenca con una superficie de 260 km² pertenecientes a los municipios de Torralba del Río, Mirafuentes, Mendaza, Mués (Valle de la Berrueza), y a los términos municipales de Los Arcos, Arróniz y Lazagurría.

## Poblaciones por los que pasa el río

### Navarra
- Otiñano (Torralba del Río)
- Mirafuentes
- Mendaza
- Mués
- Los Arcos
- Arróniz
- Lazagurría, desembocadura en el río Linares.